# INXS (album)
INXS is het debuutalbum van de Australische rockband INXS. Het werd op 13 oktober 1980 uitgegeven door het Australische label Deluxe Records. Het album viel niet op tussen het werk van andere bands die onder new wave geschaard werden. Pas in 1984 volgde een internationale uitgave. INXS was toen al doorgebroken met hun hitsingle Original Sin, afkomstig van hun vierde studioalbum The Swing.

## Stijl
Volgens Stephen Erlewine van AllMusic had de band nog geen eigen stijl ontwikkeld toen het album werd opgenomen. Hij omschreef het werk als "een competente maar onopvallende variatie op dreunende new wave en synthpop".

## Ontvangst
INXS werd matig ontvangen door recensenten. Het album viel niet op tussen dat van andere new wave-bands. Ook het publiek liep er niet warm voor. Alleen in thuisland Australië wist het album de hitlijsten te halen, met een piek in de top 30 van de Kent Music Report Albums Chart.

## Tracklist
Alle muziek en teksten zijn geschreven door Garry Gary Beers, Andrew Farriss, Jon Farriss, Tim Farriss, Michael Hutchence en Kirk Pengilly. 
| Nr. | Titel             | Duur |
| --- | ----------------- | ---- |
| 1.  | On a Bus          | 3:50 |
| 2.  | Doctor            | 2:36 |
| 3.  | Just Keep Walking | 2:44 |
| 4.  | Learn to Smile    | 4:55 |
| 5.  | Jumping           | 3:22 |
| 6.  | In Vain           | 4:38 |
| 7.  | Roller Skating    | 2:47 |
| 8.  | Body Language     | 2:04 |
| 9.  | Newsreel Babies   | 2:42 |
| 10. | Wishy Washy       | 3:52 |

## Personeel
- Michael Hutchence (zang)
- Tim Farriss (gitaar)
- Kirk Pengilly (saxofoon, zang, gitaar)
- Andrew Farriss (keyboard)
- Garry Gary Beers (bas, zang)
- Jon Farriss (drums, zang)